# Filippa Rolf
Filippa Rolf, född 1924 Stockholm, död 1978 i Cambridge, Massachusetts, var en svensk poet och översättare. Hon utgav tre diktsamlingar i Sverige 1957–1960, flyttade till USA i början av 1960-talet och lärde där känna Vladimir Nabokov, som hon översatte till svenska. Om hennes öden i USA tycks inget vara känt.

## Böcker
- Till det synliga (Bonniers, 1957) (Lilla lyrikserien, 30)
- Ungdom : skisser (Bonnier, 1959)
- Omärkligt : dikter (Bonnier, 1960)
- Dikter (Bonnier, 1963)

## Översättningar
- Vladimir Nabokov: Gåvan (Dar) (översatt från Nabokovs engelska översättning med titeln The gift) (Bonnier, 1965)
- Vladimir Nabokov: "Blek eld". I tidskriften Bonniers litterära magasin, 1966: nr 2

## Priser
- Boklotteriets stipendiater 1959